# Nacina Ves
Nacina Ves este o comună slovacă, aflată în districtul Michalovce din regiunea Košice. Localitatea se află la altitudinea de 128 m deasupra n.m., se întinde pe o suprafață de 15,8 km2 și în 2017 număra 1.817 locuitori.

## Istoric
Localitatea Nacina Ves este atestată documentar din 1254.

## Demografie
| An:                | 1994 | 2004   | 2014   | 2024   |
| ------------------ | ---- | ------ | ------ | ------ |
| Număr de persoane: | 1649 | 1736   | 1776   | 1841   |
| Diferență:         |      | +5,27% | +2,30% | +3,65% |

| An:                | 2023 | 2024   |
| ------------------ | ---- | ------ |
| Număr de persoane: | 1834 | 1841   |
| Diferență:         |      | +0,38% |